# Thomas Byles
Thomas Roussel Davids Byles (26. února 1870 Leeds – 15. dubna 1912 RMS Titanic, severní Atlantik) byl anglický katolický kněz a pasažér na palubě lodi RMS Titanic, která se potopila po nárazu do ledovce v noci ze 14. na 15. dubna 1912. Podle zpráv se v posledních okamžicích potápění lodi nacházel na její zadní palubě uprostřed davu cestujících, na které již nezbyly záchranné čluny, a slyšitelně se modlil.

## Život
Narodil se jako Roussel Davids Byles v Leedsu v hrabství Yorkshire jako nejstarší ze sedmi dětí Alfreda Holdena Bylese, kongregačního pastora, a jeho ženy Louisy Davidsové. V letech 1885–1889 navštěvoval Leamington College a Rossall School ve Fleetwoodu v Lancashiru, v roce 1889 odešel na Balliolovu kolej v Oxfordu studovat teologii a v roce 1894 získal titul Bachelor of Arts. Během studia v Oxfordu konvertoval k anglikánské církvi a později, stejně jako předtím jeho mladší bratr William, k římskokatolické víře a přijal jméno Thomas. V roce 1899 odešel na Beda College v Římě studovat na kněze a v roce 1902 byl vysvěcen. V roce 1905 byl přidělen na farnost svaté Heleny v Chipping Ongar v Essexu, kde zůstal až do své smrti.
Na pozvání svého mladšího bratra Williama na svatbu se vydal do New Yorku. Ráno 14. dubna, v den potopení lodi a v oktávu Velikonoc (dnes známém jako Neděle Božího milosrdenství), sloužil mši pro cestující druhé a třetí třídy v jejich salóncích. V kázání popisoval potřebu modlitby a svátostí jako „duchovního záchranného člunu“, který zabrání metaforickému ztroskotání lodi v dobách pokušení.
Když Titanic narazil do ledovce, procházel po horní palubě a modlil se z breviáře. Když se loď potápěla, pomáhal mnoha cestujícím třetí třídy na palubu k záchranným člunům. Dvakrát údajně odmítl místo na záchranném člunu. Ke konci odříkával Růženec a další modlitby, vyslechl zpovědi a dal rozhřešení více než stovce cestujících, kteří zůstali na zádi lodi poté, co byly spuštěny všechny záchranné čluny. Jeho tělo, pokud bylo nalezeno, nebylo nikdy identifikováno. Jeho bratři na památku dali dveře do katolického kostela svaté Heleny v Chipping Ongar v Essexu. Papež Pius X. později označil Bylese za „mučedníka pro církev“.

## Proces svatořečení

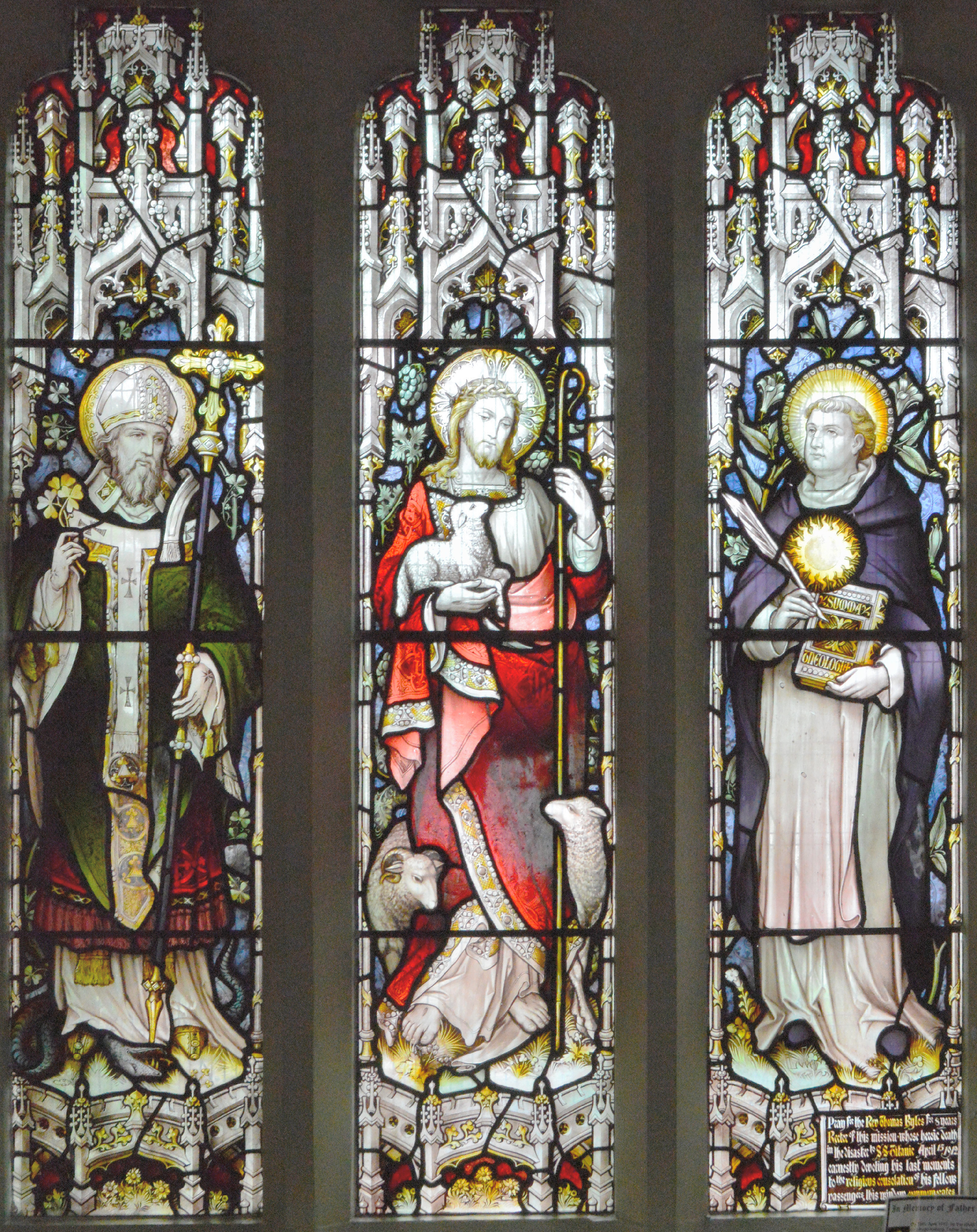
Vitráž věnovaná reverendu Thomasi Bylesovi v katolickém kostele svaté Heleny v Chipping Ongar v Essexu.

V dubnu 2015 zahájil Graham Smith, současný kněz kostela svaté Heleny, s podporou biskupa Alana Williamse z diecéze Brentwood první kroky k prohlášení Bylese za svatého.

## V populární kultuře
Byl celkem třikrát ztvárněn ve filmech o této katastrofě. V televizním filmu S.O.S. Titanic z roku 1979 ho ztvárnil Matthew Guinness. Ve filmu Titanic z roku 1997 ho ztvárnil James Lancaster, kdy odříkává Růženec a Zjevení Janovo. Ve filmu z roku 1953 hraje Richard Basehart slabě maskovaného Bylese. Jeho příběh je uveden v knize, kterou napsala Cady Crosbyová, s názvem A Titanic Hero: Thomas Byles. Kniha dokumentuje Bylesův raný život, léta jeho služby a jeho poslední hodiny na palubě RMS Titanic.

## Ztvárnění
- Richard Basehart (1953) Titanic
- Matthew Guinness (1979) S.O.S. Titanic; televizní film
- James Lancaster (1997) Titanic